# Artur Yusupov
Bản mẫu:Eastern Slavic name
Artur Rimovich Yusupov (tiếng Nga: Артур Римович Юсупов; sinh ngày 1 tháng 9 năm 1989) là một cầu thủ bóng đá người Nga gốc Volga Tatars. Hiện tại anh thi đấu ở vị trí tiền vệ trung tâm cho F.K. Zenit Sankt Peterburg.

## Sự nghiệp câu lạc bộ
Anh ra mắt chuyên nghiệp tại Russian Second Division năm 2006 cho F.K. Akademiya Tolyatti.
Anh ra mắt tại Giải bóng đá ngoại hạng Nga vào ngày 8 tháng 11 năm 2009 cho F.K. Dynamo Moskva trong trận đấu với P.F.K. Spartak Nalchik.

## Quốc tế
Anh có màn ra mắt cho đội tuyển quốc gia vào ngày 17 tháng 11 năm 2015 trong trận giao hữu với Croatia.

## Thống kê sự nghiệp

### Câu lạc bộ
Tính đến 13 tháng 5 năm 2018
| Câu lạc bộ                 | Mùa giải             | Giải vô địch                | Giải vô địch | Giải vô địch | Cúp     | Cúp       | Châu lục | Châu lục  | Khác    | Khác      | Tổng cộng | Tổng cộng |
| Câu lạc bộ                 | Mùa giải             | Hạng đấu                    | Số trận      | Bàn thắng    | Số trận | Bàn thắng | Số trận  | Bàn thắng | Số trận | Bàn thắng | Số trận   | Bàn thắng |
| -------------------------- | -------------------- | --------------------------- | ------------ | ------------ | ------- | --------- | -------- | --------- | ------- | --------- | --------- | --------- |
| F.K. Krylia Sovetov-SOK    | 2006                 | PFL                         | 22           | 1            | 1       | 0         | –        | –         | –       | –         | 23        | 1         |
| F.K. Krylia Sovetov-SOK    | 2007                 | PFL                         | 26           | 2            | 1       | 0         | –        | –         | –       | –         | 27        | 2         |
| F.K. Krylia Sovetov-SOK    | Tổng cộng            | Tổng cộng                   | 48           | 3            | 2       | 0         | 0        | 0         | 0       | 0         | 50        | 3         |
| FC Togliatti               | 2008                 | PFL                         | 27           | 3            | 2       | 0         | –        | –         | –       | –         | 29        | 3         |
| F.K. Dynamo Moskva         | 2009                 | Giải bóng đá ngoại hạng Nga | 1            | 0            | 0       | 0         | 0        | 0         | –       | –         | 1         | 0         |
| F.K. Khimki                | 2010                 | FNL                         | 36           | 7            | 1       | 0         | –        | –         | –       | –         | 37        | 7         |
| F.K. Dynamo Moskva         | 2011–12              | Giải bóng đá ngoại hạng Nga | 26           | 1            | 4       | 0         | –        | –         | –       | –         | 30        | 1         |
| F.K. Dynamo Moskva         | 2012–13              | Giải bóng đá ngoại hạng Nga | 25           | 2            | 1       | 0         | 3        | 1         | –       | –         | 29        | 3         |
| F.K. Dynamo Moskva         | 2013–14              | Giải bóng đá ngoại hạng Nga | 24           | 2            | 1       | 0         | –        | –         | –       | –         | 25        | 2         |
| F.K. Dynamo Moskva         | 2014–15              | Giải bóng đá ngoại hạng Nga | 21           | 1            | 1       | 0         | 7        | 1         | –       | –         | 29        | 2         |
| F.K. Dynamo Moskva         | Tổng cộng (2 spells) | Tổng cộng (2 spells)        | 97           | 6            | 7       | 0         | 10       | 2         | 0       | 0         | 114       | 8         |
| F.K. Zenit Sankt Peterburg | 2015–16              | Giải bóng đá ngoại hạng Nga | 23           | 0            | 4       | 1         | 6        | 0         | 1       | 0         | 34        | 1         |
| F.K. Zenit Sankt Peterburg | 2016–17              | Giải bóng đá ngoại hạng Nga | 17           | 1            | 1       | 0         | 2        | 0         | 1       | 0         | 21        | 1         |
| F.K. Zenit Sankt Peterburg | Tổng cộng            | Tổng cộng                   | 40           | 1            | 5       | 1         | 8        | 0         | 2       | 0         | 55        | 2         |
| F.K. Rostov                | 2017–18              | Giải bóng đá ngoại hạng Nga | 16           | 1            | 0       | 0         | –        | –         | –       | –         | 16        | 1         |
| Tổng cộng sự nghiệp        | Tổng cộng sự nghiệp  | Tổng cộng sự nghiệp         | 264          | 21           | 17      | 1         | 18       | 2         | 2       | 0         | 301       | 24        |